# Derechos de los animales

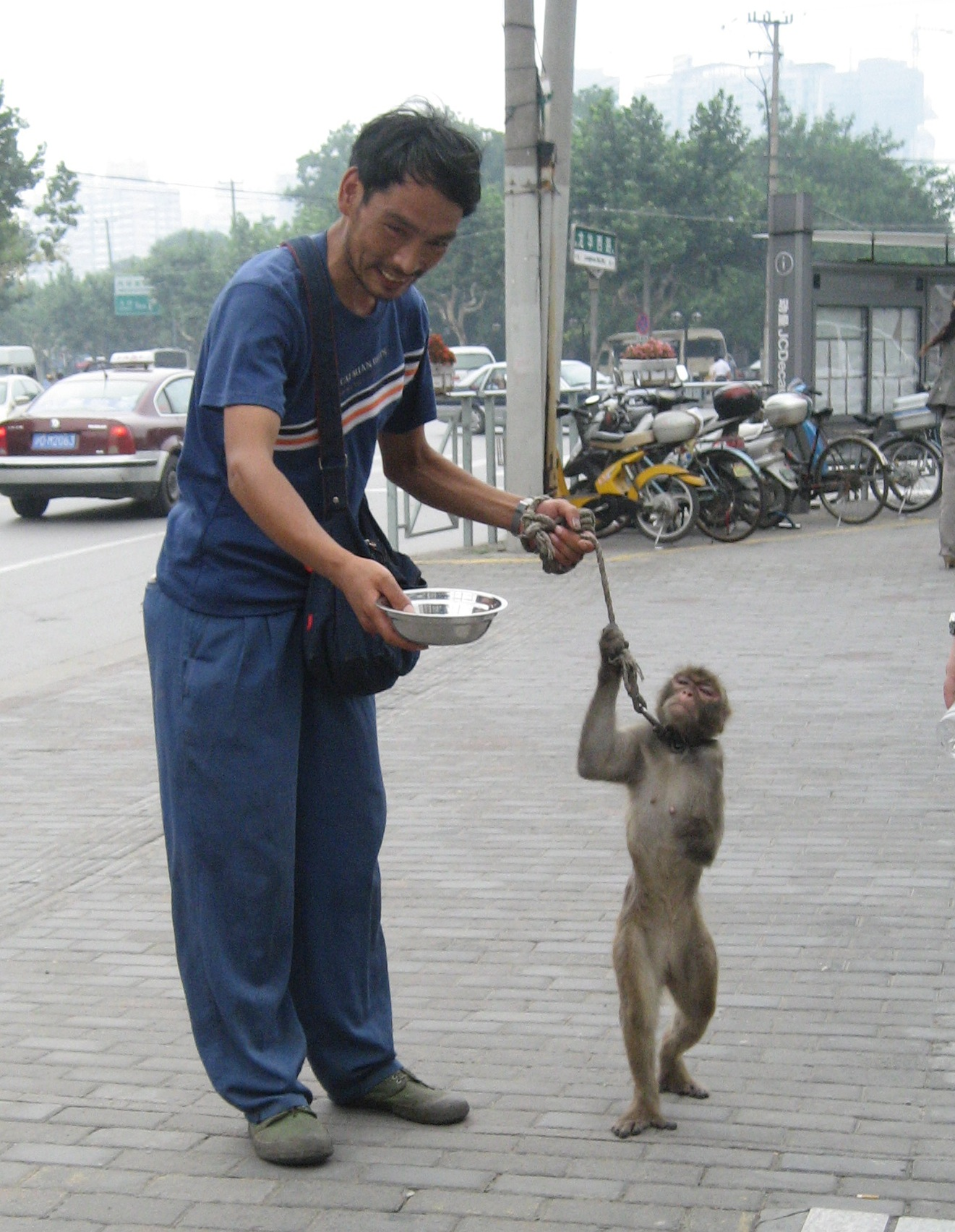
La exhibición de monos a turistas es legal en Shanghái, China. Algunos defensores de los derechos de los animales se oponen al mantenimiento de animales como propiedad de los humanos.

Los derechos de los animales son las ideas postuladas por corrientes de pensamiento y a la subcorriente del movimiento de liberación animal que sostienen que la naturaleza animal, independientemente de la especie, debe ser un sujeto de derecho en los ordenamientos jurídicos, donde hasta ahora esta categoría solo ha pertenecido a personas naturales y jurídicas, es decir, al ser humano. El movimiento que aboga por la defensa de estos derechos es el animalismo.
Los humanos siempre han reconocido a ciertos animales una consideración especial que varía mucho según el entorno cultural o el lugar, desde la utilización de los animales al servicio del hombre, pasando por el bienestar de los animales, hasta el trato ético de considerar que los animales merecen derechos tradicionalmente reconocidos solamente a los humanos.
Se postula que todos los animales nacen iguales ante la vida y tienen derechos que deben ser respetados, siendo uno de los más relevantes y principales: el derecho a la libertad y al no sometimiento o maltrato a vejaciones o sufrimientos atribuibles a conductas discriminatorias y arbitrarias por parte del ser humano.

## Diversos enfoques de los derechos de los animales
Todos los defensores de los derechos de los animales creen que los intereses individuales de los animales no humanos merecen reconocimiento y protección, pero el movimiento puede dividirse en dos grandes campos. Los defensores de los derechos de los animales creen que estos intereses fundamentales confieren derechos morales a los animales, y/o deberían conferirles derechos legales; véase, por ejemplo, el trabajo de Tom Regan. Los utilitaristas, por otro lado, no creen que los animales posean derechos morales, pero argumentan, por motivos utilitaristas -el utilitarismo en su forma más simple defiende que basemos las decisiones morales en la mayor felicidad del mayor número- que, -dado que los animales tienen la capacidad de sufrir y de sentir placer, su sufrimiento y bienestar deben tenerse en cuenta en cualquier filosofía moral-. Excluir a los animales de esta consideración, argumentan, es una forma de discriminación que denominan especismo; véase, por ejemplo, el trabajo de Peter Singer.
También hay diversidad sobre la cuestión del reformismo y el abolicionismo. También hay debate sobre la legitimidad de la acción directa para hacer valer los derechos de los animales. Los defensores reformistas de los derechos de los animales sostienen que los seres humanos deben dejar de «maltratar» a los animales. La postura abolicionista es que los humanos deben dejar de practicar el especismo hacia los animales. Gary Francione, uno de los líderes del abolicionismo, desarrolló su enfoque en respuesta al énfasis en la reforma de la ley. Algunos defensores de la postura abolicionista consideran que la reforma legal es contraproducente y confían únicamente en la educación no violenta y la persuasión moral en sus actividades. Ven la promoción del veganismo como un medio para crear una cultura libre de especismo y permitir la abolición de la agricultura animal. Otros que defienden la postura abolicionista de los derechos de los animales creen que los animalistas no deben basarse únicamente en la promoción del veganismo, sino que deben utilizar una estrategia de movimiento social basada en la expresión de reivindicaciones políticas, que es lo que hacen en la práctica todas las ONG de derechos de los animales al participar en el Día Mundial para Acabar con el Especismo, durante el cual expresan la exigencia de que se prohíban las prácticas especulativas.Esta estrategia política basada en la sociología de la construcción social de los problemas es defendida por la activista Anoushavan Sarukhanyan, que ha escrito varios artículos sobre el tema. Esta diversidad de enfoques también existe para la ecología y los derechos de la mujer, y garantiza un sano debate de ideas dentro de una sociedad democrática.

## Historia

### Edad Antigua
La idea según la cual es aceptable que los animales sean explotados por los humanos para comida, vestido, u otras razones, proviene de tres fuentes principales:[cita requerida]
- La necesidad de muchos pueblos de las primeras etapas de la vida humana en la Tierra de conseguir comida de la caza y la pesca y, posteriormente, de la ganadería.
- El concepto teológico de dominio, basado en el Génesis (1:20-28) donde es dado a Adán el dominio sobre el mundo no humano.
- La suposición de que los animales no pueden poseer derechos porque no tienen capacidades tales como razonamiento, lenguaje o conciencia. Dicha suposición es contestada por los defensores de los animales mediante el argumento de casos marginales.

#### Grecia

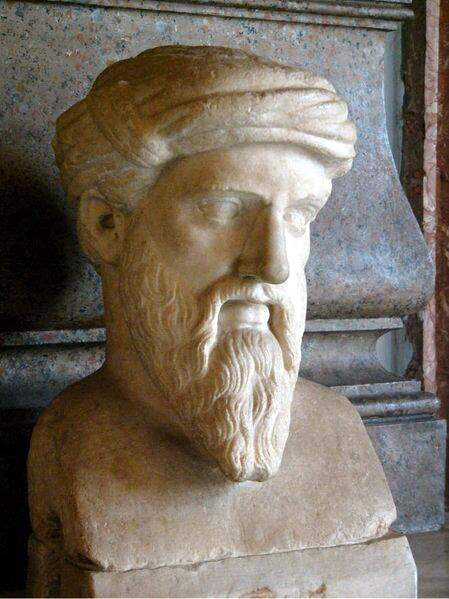
Pitágoras (~580-500 a. C.) fue llamado el primer filósofo de los derechos de los animales.

El psicólogo Richard D. Ryder afirma que en el siglo VI antes de Cristo se incuba el primer encuentro de consideración del tratamiento a los animales.
Había cuatro escuelas influyentes en la Grecia Antigua: animismo, vitalismo, mecanicismo y antropocentrismo. El filósofo y matemático Pitágoras (~580-500 a. C.) fue citado como el primer filósofo de los derechos de los animales por su creencia de que animales y humanos están equipados con el mismo tipo de alma. Pitágoras pensaba que el alma de los animales era inmortal, hecho de fuego y aire, y que era reencarnada de humano a animal o viceversa. Pitágoras fue vegetariano y un "liberador" en cuanto a que compraba animales del mercado para darles luego la libertad.

#### La Biblia

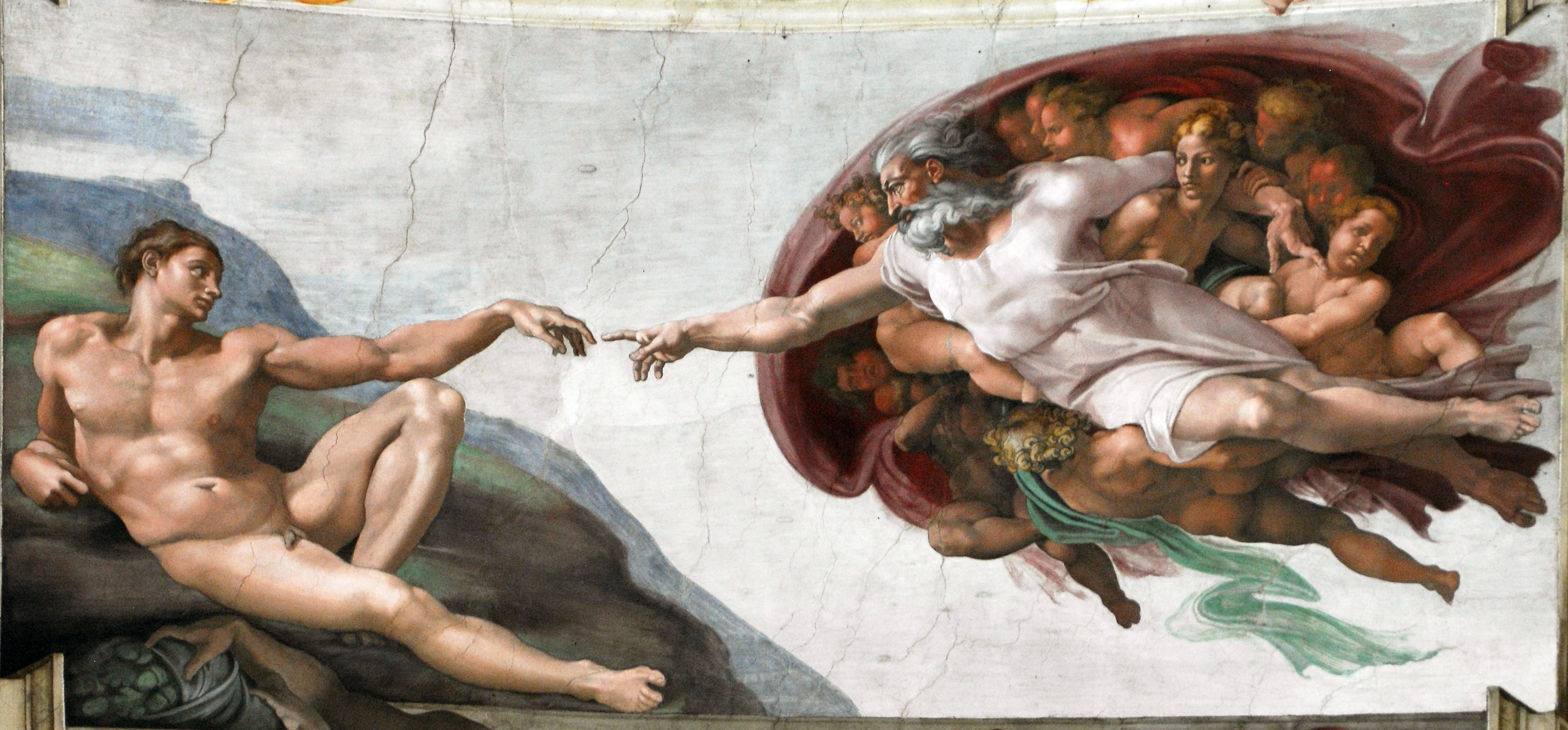
La creación de Adán por Miguel Ángel. El libro Génesis evoca ideas sobre una jerarquía divina sobre que Dios y el ser humano tienen propiedades comunes como intelecto y sentido de la moral.

La Biblia da a entender que el ser humano puede usar a los animales como alimento y para sacrificios con motivo religioso, como reza en Deuteronomio 12:15: «Sin embargo, podrás matar y comer carne dentro de todas tus puertas, conforme a tu deseo [...]», y en 14:3, se permite comer «cualquier animal que tenga la pezuña partida» (ciervo, oveja, etc.), menos el cerdo; de los animales marinos «les estará permitido comer todos aquellos que tengan aletas y escamas» y, respecto a las aves, se pueden comer todas menos las que se encuentran ahí relatadas (águila, cuervo, golondrina, etc.).
En el Génesis, se cuenta que los hombres tienen el dominio sobre todos los animales. También en el Génesis, se hace referencia a que el ser humano de la tierra original podría ser vegetariano (Génesis 1:29-31), aunque no está bien fundamentado debido a que algunos estudiosos establecen que todo ser vivo, animal de la tierra, animal de las aguas, tierra y la hierba del campo servirían del alimento; esto debido a que algunas traducciones dan a entender que la hierba verde era "solamente" para alimentar a todo ser vivo, sin embargo, revisando en las escrituras originales, éstas dan a entender que tanto los animales como las plantas servirían como alimento. Tomar una parte de un animal vivo para la comida fue prohibido (Génesis 9:4), lo que alude a la necesidad de que este sea desangrado. Los animales domésticos también habían de reposar en el Sabbath (Éxodo 20:10; 23:12) y una vaca y su cría no debían ser matados el mismo día (Levítico 22:28).
También es destacable la cita de la recriminación que se le hace, primero por parte de la propia burra y después por parte de un ángel, a Balaam cuándo este golpea repetidas veces con su bastón a su asna sin motivo (Números 22:23-35).
La ley de Dios prescribía que se diera un trato humanitario tanto al asno como a los demás animales domésticos: si un asno estaba echado bajo el peso de su carga, tenía que ser librado de ella, y no estaba permitido poner juntos en un mismo yugo a un asno y a un toro. (Éx 23:5; Dt 22:10.) Al ser inferior en tamaño y fuerza y, además, de naturaleza diferente, un yugo desigual hubiera resultado en sufrimiento para el asno.
En el Nuevo Testamento, en Mateo 15:10-20 y Marcos 7:14-23, Jesús hace referencia a la costumbre de no comer cerdos y demás animales "impuros" según el Antiguo Testamento, y declara que: «¿No saben que nada de lo que entra de afuera en el hombre puede mancharlo [...]?. Así Jesús declaraba que eran puros todos los alimentos», por lo cual se entiende que el hombre puede comer cualquier animal, aunque el apostól San Pablo señaló que la carne animal no es un alimento esencial para el hombre, ya que, como relata en 1 Corintios 8:13: «[...] si un alimento es ocasión de caída para mi hermano, nunca probaré carne, a fin de evitar su caída.» Anterior a esta frase, en 1 Cor 8:8, Pablo dice que «ni por dejar de comer somos menos, ni por comer somos más», dando a entender que no es necesario comer carne de animal. También lo repite en Romanos 14:21.

#### Roma

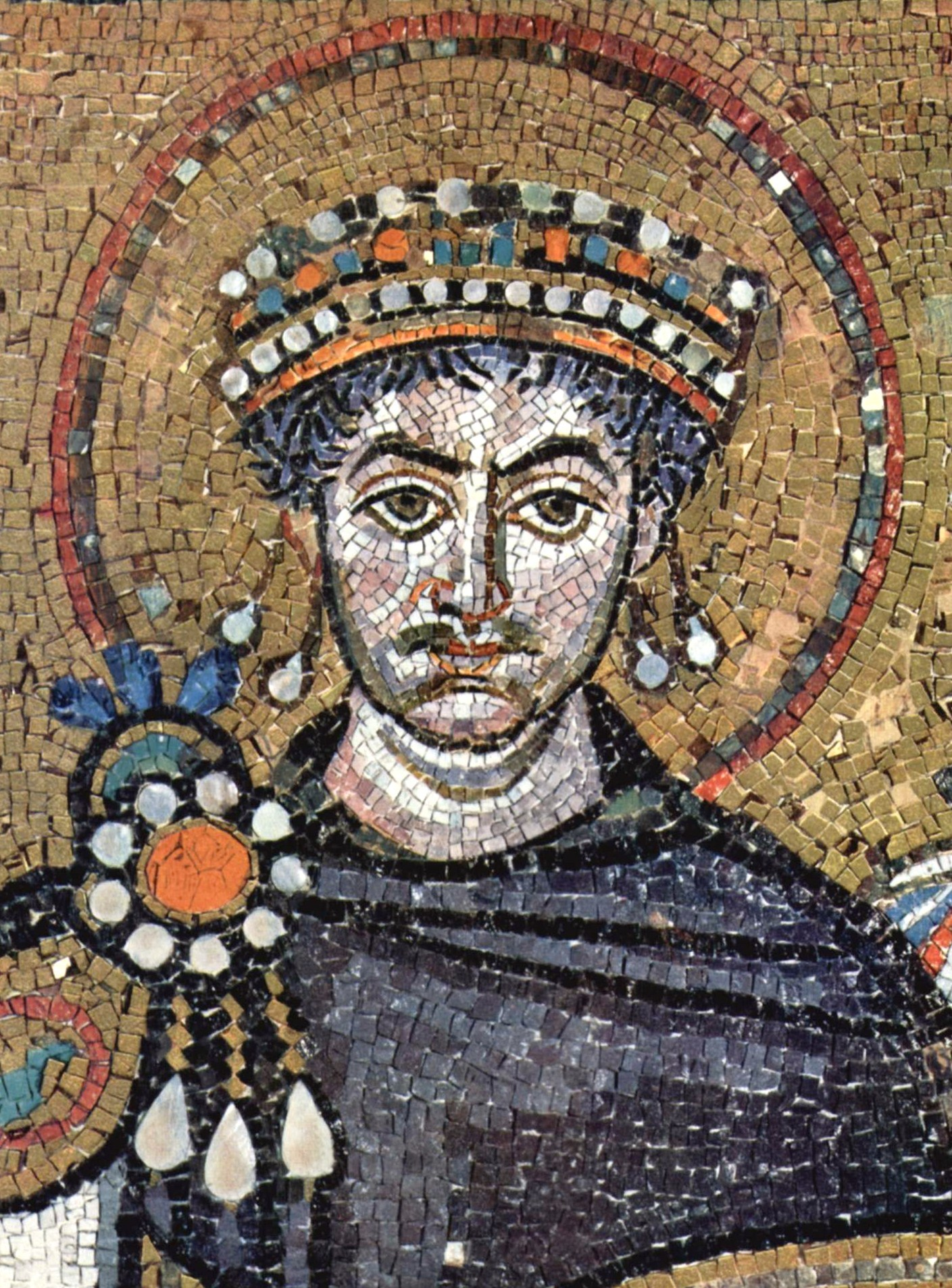
Justiniano I

En el "corpus iuris civilis" (529) por Justiniano I ya se encontraba la consideración hacia los intereses de los animales.

El derecho natural es aquello que es dado a cada ser vivo y que no es propio al ser humano.
Justiniano I.

Además se pueden encontrar consideraciones de relevancia moral de los animales en la poesía de Virgilio (70-19 a. C.), Lucrecio (99-55 a. C.) y Ovidio (43 a. C.-17) y en la arquitectura filósofa de los pensadores Plutarco (46-120), Plotino (205–270) y Porfirio (232–305). De Porfirio hay su transmisión De Abstinentia (De la Abstinencia) y De Non Necandis ad Epulandum Animantibus (De la Inapropiedad de matar Seres Vivos para la Comida).
Pero se tiene que admitir que en práctica el pensamiento jurídico de los Romanos no fue influido mucho por esta frase. Más que nada el derecho romano consideraba como animales a todos los seres vivos no poseedores de derechos, lo que incluía, obviamente, a las personas esclavizadas. De este modo, la idea de "derechos de los animales" carecía de sentido en la vida cotidiana de la antigua Roma. Se mataba a miles de animales por diversión en los famosos juegos romanos.

#### Hinduismo y budismo
Las sociedades hindúes y budistas desde el siglo III a. C. proclamaron un vegetarianismo amplio refiriéndose al principio de Ahimsa, el principio de no violencia. Por la equivalencia moral de animales y seres humanos unos reyes construyeron hospitales para animales enfermos. Matar a una vaca fue un delito tan serio como matar un hombre de alta casta, matar a un perro tan serio como matar a un intocable.

#### Islam
El Profeta Mahoma (570-632) consideraba permisible matar a animales, aunque hacerlo sin necesidad aparente o con crueldad fue prohibido. 

Si tienes que matar, hazlo sin tortura
Masri, Al-Hafiz Basheer Ahmad.

No deben ser fijados a la hora de ser matados ni deben ser dejados esperar su muerte. Dejar ver a un animal como afilas tu cuchillo es matarlo 17 veces.

### Edad Moderna
Los derechos de los animales son un tema controvertido, debido a que no existe consenso sobre los mismos, ni acuerdos internacionales al respecto. Según Descartes, los animales ni siquiera son capaces de sentir dolor; lo que se debe a que carecen de alma. De este modo, los animales estarían fuera del alcance de la consideración moral. Por otro lado Nicolás Fontaine, un testigo presencial, describió en sus memorias, publicadas en 1738, una visita a un laboratorio: se les administraban golpes a perros con bastante indiferencia y se burlaban de quienes se compadecían de los perros.
La idea de no causar sufrimiento innecesario a los animales como un deber, se puede asociar con facilidad a la teoría ética de contractualismo; corriente surgida a finales del siglo XVIII.
Las primeras sociedades de "protección animal" se crearon durante la revolución industrial y las primeras víctimas defendidas fueron las que efectuaban la llamada "tracción a sangre", es decir, caballos, asnos y mulas, cuyo maltrato era habitual y a la vista de todos.

#### Descartes

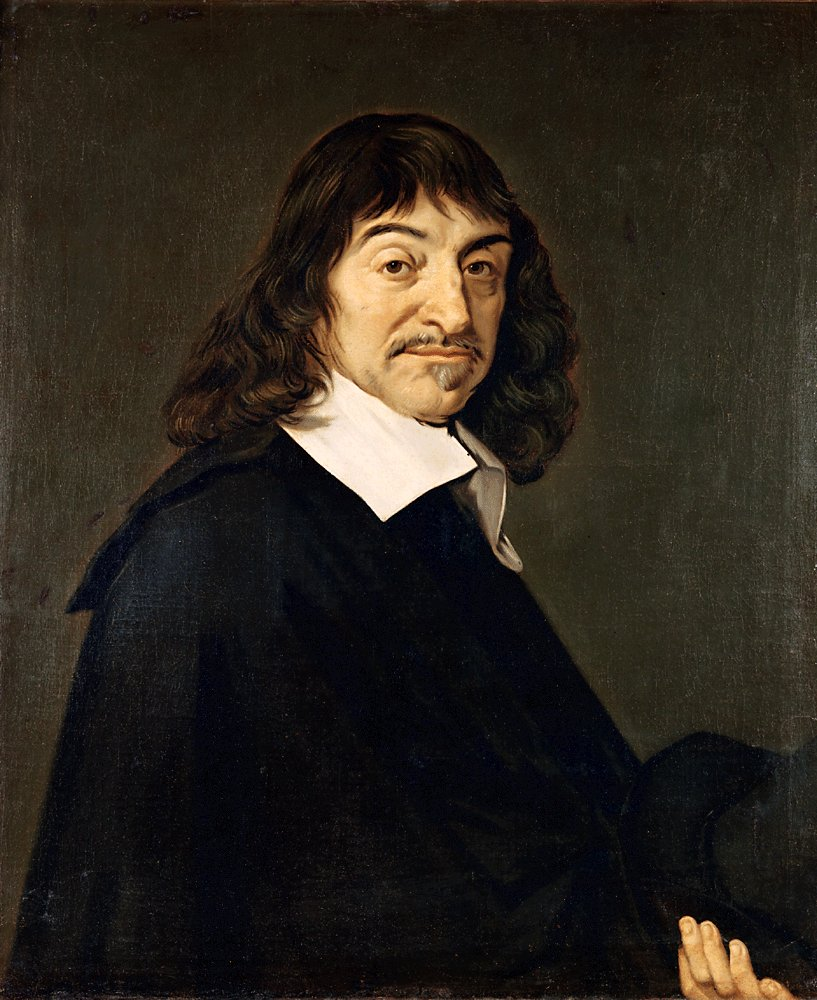
René Descartes

El año 1641 tiene gran importancia para la idea de derechos animales por la gran influencia que tuvo el filósofo francés René Descartes (1596-1650), que publicó sus meditaciones en aquel año.
Tras el fondo de la revolución científica en la cual tomó parte él mismo enfrentando al pensamiento medieval del renacimiento Descartes propuso una Teoría Mecanicista del Universo cuyo objetivo fue enseñar que el mundo pudiese ser explicado sin tener que considerar ninguna experiencia subjetiva. Sus teorías fueron expandidas al asunto de la conciencia animal. La mente según Descartes consistía en una sustancia separada conectando a los seres humanos con el espíritu de Dios. Por el otro lado los animales no-humanos según Descartes eran autómatas complejos sin almas, sin mentes, sin razonamiento y sin las capacidades de sufrir o sentir.
En el Discurso del Método, Descartes dice que la capacidad de usar lengua y razonamiento incluye la capacidad de poder "responder a todo tipo de contingencias de la vida", una capacidad que los animales no tienen. Dedujo de aquello que todo tipo de sonido expresado por algún animal no constituye una lengua sino respuestas automáticas a estímulos externos.

#### Primeras leyes que protegen animales

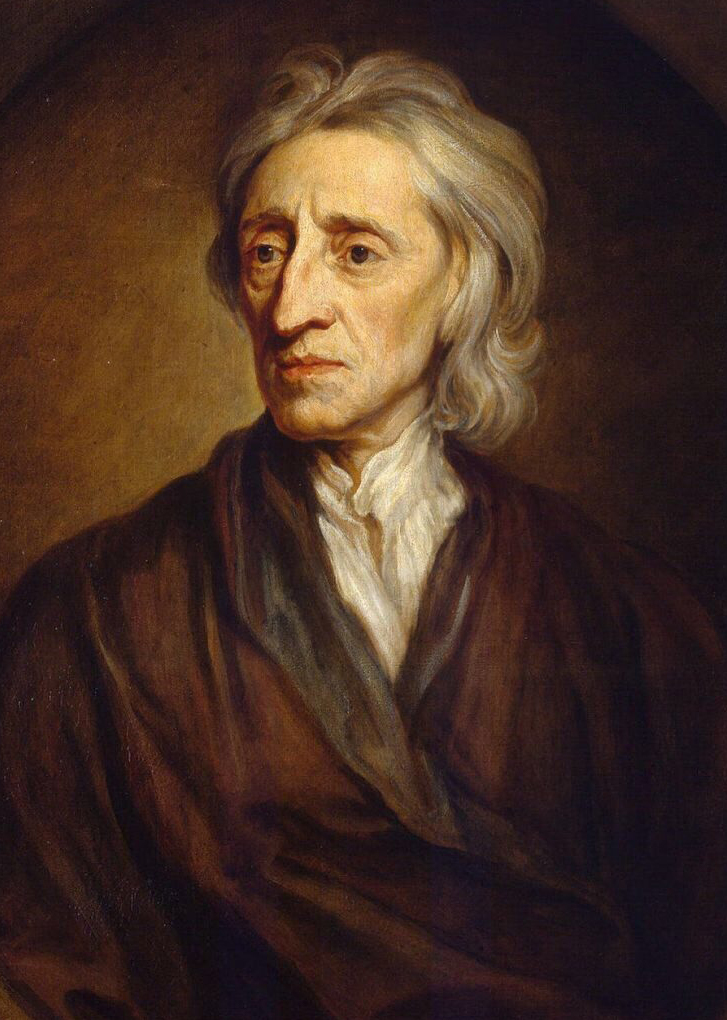
John Locke

Las primeras leyes conocidas fueron pasadas en Irlanda el año 1635 prohibiendo esquilar lana de ganado ovino y atar arados a las colas de los caballos basándose en la crueldad usada frente al animal.
El año 1641, el mismo año que las Meditaciones fueron publicadas, la colonia estadounidense de Massachusetts Bay aprobó un sistema de leyes protegiendo a animales domesticados. Las leyes fueron basadas en el Massachusetts Body of Liberties (Cuerpo de Libertades de Massachusetts) y escritas por el abogado y pastor puritano Nathaniel Ward (1578–1652) de Suffolk, Inglaterra que estudiaba en Cambridge. Ward listaba los rights (derechos) que el tribunal general de la colonia adaptó más tarde. Entre aquellos fue el derecho número 92: "A ningún humano le es permitido efectuar algún tipo de tiranía o crueldad hacia alguna criatura nacida que esté normalmente retenida para uso humano". Esta ley es considerada muy destacable por oponerse a las ideas de Descartes, que tenían gran influencia en aquel momento.
Los puritanos también crearon leyes de protección animal en Inglaterra. Kathreen Kete del trinity College, Hartford, Connecticut escribe que leyes fueron aprobadas en 1654 como parte de las ordenanzas del protectorado - El gobierno bajo Oliver Cromwell duró desde 1653 hasta 1659 (durante la guerra civil de Inglaterra). Cromwell tenía una aversión personal por los deportes sangrientos como las peleas de gallos, perros o toros, de las cuales se afirmaba machacaban la carne. Para el movimiento puritano aquellas peleas fueron asociadas con borracheras y pereza. Ellos interpretaron el concepto de Dominio como una tarea de tenencia responsable en vez de posesión del animal. La oposición al movimiento puritano estigmatizó estas leyes como parte de la supremacía puritana haciéndola un motivo clave en la resistencia hacia ellos. En cuanto Carlos II tomó el trono en el año 1660, las peleas de toros fueron legales de nuevo en Inglaterra durante unos 162 años hasta que volvieron a ser prohibidas en 1822.

#### Locke
Oponiéndose a la postura de Descartes, el filósofo John Locke (1632-1704) (Some Thoughts concerning education: Algunos pensamientos educativos, 1693) argumentaba que la crueldad con los animales tendrá efectos negativos sobre la evolución ética de niños, que más tarde transmiten la brutalidad a la interacción con seres humanos, pero no consideró ningún concepto de derechos.

#### Leclerc de Buffon
Buffon, un naturalista francés, cuestionó si se podía dudar de que los animales "cuya organización es similar a la nuestra, deben experimentar sensaciones similares "y que" esas sensaciones deben ser proporcionadas a la actividad y perfección de sus sentidos". Esto lo retoma en "Poème sur le désastre de Lisbonne", Voltaire  donde describió un parentesco entre los seres humanos y otros animales.

#### Kant
En Fundamentación de la metafísica de las costumbres, Kant veía la racionalidad como la base para ser un paciente moral, una consideración moral debida, creía que los animales no tienen derechos morales. Los animales, según Kant, no son racionales, por lo tanto, uno no puede comportarse inmoralmente hacia ellos. Aunque no creía que tuviéramos ningún deber hacia los animales, Kant sí creía que ser cruel con ellos era incorrecto porque nuestro comportamiento podría influir en nuestras actitudes hacia los seres humanos: si nos acostumbramos a dañar a los animales, entonces es más probable que veamos dañar a los humanos como aceptable.

#### Schopenhauer
La supuesta ausencia de derechos de animales, la zoantropía que nuestra actuación hacia ellos no tiene relevancia moral o como se dice en el lenguaje ético no hay deber frente a la criatura, es una de las barbaridades de occidente cuyo origen está el Judaísmo.
Arthur Schopenhauer: Escritura premia sobre la base de la moral § 19

Arthur Schopenhauer (1859)

El enfoque de Schopenhauer y la preferencia de una filosofía asiática hacia la tradición cristiana han caracterizado el movimiento de derechos de animales y la legislatura sobre protección de intereses de animales en el siglo XIX hasta mediados del siglo XX.

### Edad Contemporánea

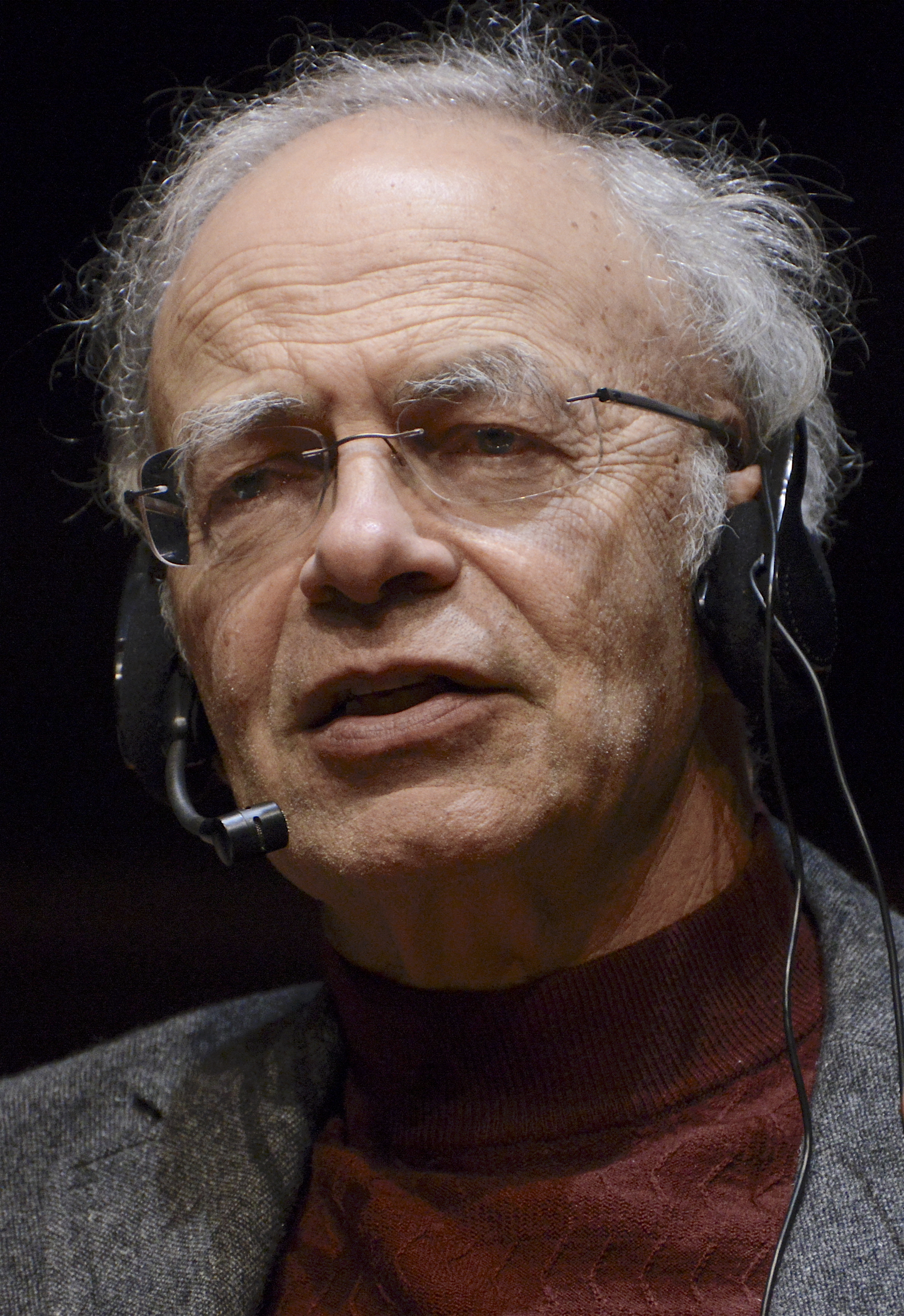
Peter Singer: Su libro Animal Liberation es reconocido por muchos como gameto del movimiento de derechos animales.

El filósofo Jeremy Bentham postuló que los animales por su capacidad de sentir agonía y sufrimiento, independientemente de que tuviesen la capacidad de diferenciar entre "bien" y "mal" (una capacidad que algunos discapacitados psíquicos no tienen) deben tener unos derechos fundamentales como el derecho a la vida y a su seguridad, y a estar libres de la tortura y de la esclavitud. (Véase Artículos 3-6 de los Derechos Humanos). Él también dedujo que un perro es más aprehensivo que un recién nacido y que de este modo estaría más cercano al humano adulto que un bebé. Con sus tesis y comparaciones "Si miramos a miembros de nuestra propia especie, los cuales carecen de calidad de personas normales, parece imposible que su vida fuera más válida que la de unos animales". Estas proposiciones fueron criticadas masivamente.[cita requerida]
En Costa Rica el gobierno quiere eliminar los zoológicos nacionales y esto podrá concretarse cuando el contrato con los actuales administradores expire.

#### Aproximación desde el padecimiento
Aunque Peter Singer por su publicación Animal Liberation es reconocido como un desencadenante del movimiento de derechos animales, esto resulta incorrecto porque sus argumentos no se basan en un concepto de derechos sino en la consideración de los intereses o preferencias de los animales.
Únicamente la capacidad de padecimiento, según Singer, otorga a un ser el derecho a consideración moral y especialmente el derecho a no sufrir. Para el derecho a la vida Singer usa el término de "Persona", que para él serían todos los seres vivos capaces de anticipar su ser en el pasado y el futuro. Según Singer existen seres humanos que no constituyen una persona en este sentido. Por ejemplo recién nacidos o algunas personas con discapacidades mentales. Por otro lado, existen varios animales que constituyen una "persona": seguramente los homínidos y, quizá, todos los mamíferos.

#### Aproximación desde los derechos individuales

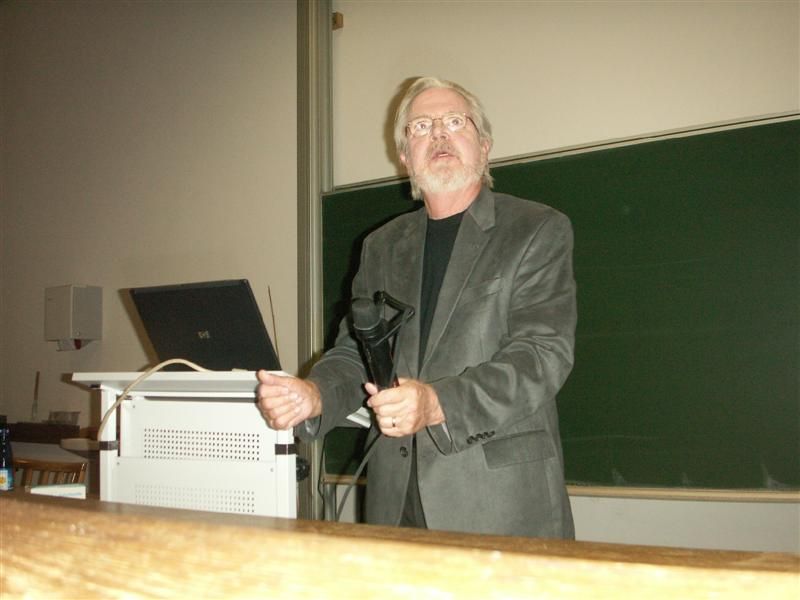
Tom Regan

En The Case for Animal Rights, Tom Regan argumenta que los animales no humanos son objeto de derechos morales. Su filosofía se encuentra en general dentro de la tradición de Immanuel Kant, si bien él rechaza la idea de Kant de que el respeto se debe solo a los seres racionales. Regan argumenta que sistemáticamente atribuimos valor intrínseco, y por lo tanto, el derecho a ser tratados con respeto a los seres humanos que no son racionales incluyendo a los bebés y a aquellos que sufren discapacidades mentales graves.
El atributo crucial que todos los humanos tienen en común, según él, no es la racionalidad sino el hecho que cada uno tiene una vida que tiene valor para nosotros; en otras palabras, lo que sucede nos importa sin importar que le importe a cualquier otro. En la terminología de Regan, cada uno estamos experimentando ser "sujeto-de-una-vida". Si esto es sin duda la base para atribuir valor inherente a los individuos, para ser consistentes debería atribuirse valor intrínseco y, por tanto, derechos morales, a todos los sujetos de una vida, ya sean humanos o no humanos. El derecho básico que todos los que posean valor inherente tienen, argumenta, es el derecho a no ser tratado simplemente como un medio para los fines de otros.

#### Aproximación ética simple
Helmut F. Kaplan aboga por una ética simple: Por un lado, las aproximaciones de derechos animales existentes deberían ser accesibles y ser explicados a la población. Por otro lado, éticamente, la gente debería ser "recogida donde se encuentre". Debería quedar claro, que las existentes convicciones éticas tienen que ser pensadas hasta la conclusión que impide la violación de derechos de los animales.

No necesitamos una nueva moral, sólo tenemos que dejar de excluir de la moral existente a animales de manera aleatoria y sin razón aparente.
Helmut F. Kaplan

Según su opinión la protección de los derechos de los animales muchas veces se acompañan con la humanización de la explotación en vez de con el fin de ésta. Postular una humanización de la explotación animal sería tan irracional como la humanización de la esclavitud o el consentimiento de una violación sexual suave.

#### Aproximación desde la autonomía práctica
Steven Wise (Rattling the cage, Drawing the line) aboga por unos derechos de los animales según un criterio de autonomía práctica. Los seres que poseen un yo, que actúen intencionalmente y que posean deseos deberían ser provistos con unos derechos básicos: No deberían ser usados como alimento o para la investigación. Considerando la posibilidad de llevar dichos derechos a la práctica, él postula para ello preliminarmente solo a unos pocos animales: primates, cetáceos (delfines y ballenas), elefantes y loros.
Abelardo Barra Ruatta, en su libro Post-ética. Ampliar la ética a partir del valor de los animales. Hacia la expación del círculo de expansión moral, procura mostrar en un trabajo amplio y riguroso, que una post-ética habrá de implicar la superación de las éticas tradicionales para abrirse al empoderamiento moral de una pléyade de compañeros de ruta que, han estado exiliados de la consideración ética hasta el presente. Si bien este trabajo concentra su atención en la cuestión particular de la (des)consideración moral de los animales a través del exhaustivo recorrido de las teorías morales más relevantes y de las puntuales situaciones en que es dable observar a diario la minusvaloración ontológica que hacemos pesar sobre los animales, no se deja de señalar la magnitud de otros combates morales que se llevan a cabo para revisar y extirpar ominosos prejuicios que han determinado la angustiante condición existencial de colectivos humanos tenidos milenariamente como moralmente marginales.

#### Aproximación desde el tratamiento desigual existente

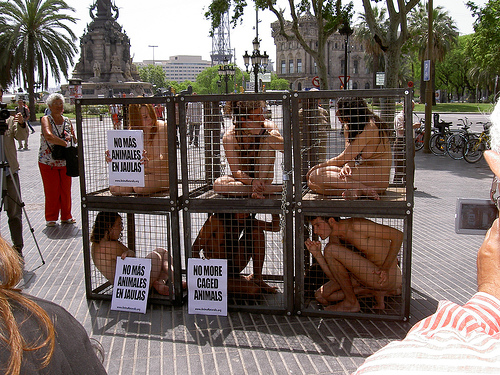
Manifestación de AnimaNaturalis en contra de la venta de animales en Las Ramblas de Barcelona.

Gary Francione, en su texto Introduction to animal rights, propone que el concepto de que los animales son propiedad o una mercancía es la raíz de la problemática para la obtención de sus derechos. Mientras los animales no humanos sean considerados propiedad, no podrán tener derechos reales; puesto que carecen del derecho fundamental de no ser vistos como propiedad humana. Esto es, porque los intereses de una propiedad no tienen un valor propio, sino los del amo que las posee.
Así como sus predecesores, Francione usa un enfoque basado en el padecimiento, o sufrimiento, a la hora de identificar sujetos con autonomía. En su obra Animals, property and the Law, afirma que el mayor obstáculo para la adquisición de los derechos de los animales es su status de cosas. El autor resalta la inconsistencia de tratar a los animales de compañía, tales como los gatos o perros, como integrantes de la familia; mientras que al mismo tiempo se explotan gallinas y vacas para la alimentación.

#### Comparación
Las diferentes aproximaciones enseñan que el movimiento no constituye un bloque unitario. Entre el movimiento por ejemplo la teoría utilitarista de Singer es sujeto de critica por parte de Regan, Francione y Kaplan porque dadas unas condiciones puede legitimar el consumo de carne.
El consenso mínimo se halla, en esencia, en respetar el derecho a la vida de los animales; y en la práctica, en mejorar la situación de los animales evitando utilizarlos como medios para fines humanos.

## Legislación
El Derecho de animales es una colección de derecho positivo y jurisprudencia en la cual la naturaleza - legal, social o biológica - de animales es el objeto de Derecho significante, no es sinónimo de derechos de los animales como sujeto de Derecho, más es considerado un referente "práctico". Los derechos de animales incluyen animales de compañía, fauna, animales empleados en el entretenimiento y animales criados para comida e investigación. La esfera emergente de los derechos de animales a veces se compara al movimiento del derecho medioambiental hace 30 años. El Animal Legal Defense Fund (literalmente: Fundación de la Defensa Legal de Animales) fue fundado por la abogada Joyce Tischler en 1979 como la primera organización dedicada a la promoción de la esfera de los derechos de animales y usando el derecho para proteger las vidas y defender los intereses de animales.
Actualmente, los derechos de animales se enseñan en 100 facultades de derecho estadounidenses, incluyendo Harvard, Stanford, UCLA, Northwestern, Michigan State University y Duke. Cada vez más asociaciones de las abogacías estatales y locales tienen ahora comités de los derechos de los animales. Existe poco precedente legal pro-animal, así cada caso presenta una oportunidad para cambiar el futuro legal de los animales. En la Universidad Autónoma de Barcelona se imparte en la actualidad el único Máster de Europa en Derecho Animal y Sociedad (Animal Law and Society). De igual modo, en la Facultad de Derecho de dicha universidad se oferta el curso en Derecho del Bienestar Animal.
Los temas de los derechos de animales incluyen un rango amplio de enfoques - de exploraciones filosóficas de los derechos de animales a debates pragmáticos sobre los derechos de los que utilizan animales-, quien tiene legitimación procesal a poner pleito cuando se daña un animal en una manera que infringe la ley, y lo que constituye la crueldad legal. Los derechos de animales impregnan y afectan la mayor parte de las áreas tradicionales legales - incluyendo la responsabilidad extracontractual, el derecho contractual, el derecho penal y el derecho constitucional. Ejemplos de esta intersección incluyen:
- Conflictos de custodia de animales en las separaciones o divorcios.
- Casos de mala práctica en veterinarios.
- Conflictos habitacionales que suponen políticas sobre animales domésticos y leyes de discriminación.
- Casos de daños que suponen la muerte o herida injusta a un animal de compañía.
- Fideicomisos ejecutables para animales siendo adoptados por estados en los EE.UU.
- Un derecho penal que incluye la violencia doméstica y leyes que están contra la crueldad.

Sonia S. Waisman, Bruce A. Wagman y Pamela D. Frasch han sido co-autores de un registro exhaustivo sobre derechos de los animales. Debido a que los derechos de los animales no son una esfera legal tradicional, la mayoría de los capítulos del libro se formulan en subconjuntos familiares de derecho como la responsabilidad extracontractual, el derecho contractual el derecho penal y el derecho constitucional. Cada capítulo elabora casos y comentarios donde los derechos de los animales afectan estas áreas más amplias. Desde el ámbito de la filosofía y la ética se trata de comparar y dilucidar si los animales tienen derechos similares a los humanos (Declaración de Derechos Humanos iniciados en la Revolución francesa).

## Crítica
Algunos críticos abogan frecuentemente la tesis que de que los animales no puedan tomar parte en un contrato social o tomar decisiones morales, porque no estarían preparados para respetar los derechos de otros o entender conceptos de derechos de alguna manera. Sin considerar a los animales como sujetos de derecho, de todos modos es posible evitarles un padecimiento y proteger sus intereses básicos ante seres iuris (seres humanos).
Abogados de derechos de los animales dicen, en contra de lo anterior, que un contrato sin igualdad de las partes sería absurdo y sin moral.
Se argumenta que la exigibilidad de un reconocimiento extensible a determinados animales resulta absurdo e incongruente en un sentido filosófico y práctico ya que no vivimos en una interacción equivalente entre seres humanos y animales ya que los animales son incapaces de reclamar para sí los presuntos derechos que algunos humanos quieren concederles (Rothbard, 'La Ética de la Libertad').

### Problemática
Desde la doctrina ética y jurídica suele explicarse que todo derecho tiene un depositario responsable, es decir, que alguien que puede adquirir derechos, (por ejemplo a través de un contrato), es porque a la vez adquiere las obligaciones equivalentes (caso de personas naturales y jurídicas); esto es algo que los animales no pueden hacer en modo alguno. Este cuestionamiento no significa que se sea favorable al sufrimiento innecesario de los animales, solo es un rechazo a la pretensión de atribuirles derechos a entes no humanos.
Unos críticos de la filosofía jurídica dicen, que según la tradición teórica de justicia un derecho se compone por 3 partes:
- Un sujeto
- Un perjudicado
- Un contenido

Los derechos de los animales solo pueden ser elaborados en una concepción secular y de manera semicognitiva, considerando una intersubjetividad moderada y el intercambio de posiciones, porque los derechos de los animales no solo constituyen el derecho a la vida, sino también una consideración relevante de sus intereses en conflictos normativos como por ejemplo, en su utilización en experimentos científicos.
Se discute si los derechos de los animales deberían ser acompañados con deberes. En la mayoría de las leyes europeas que se orientan en los Derechos Humanos, se deja claro que cada derecho (derecho a la vida) está acompañado con un deber (deber de no matar), por lo que es obvio que algunos animales no serían capaces de cumplir con aquellos deberes. Situación, por otro lado, que sucede también con los humanos a los que se considera no capaces como bebés, discapacitados o seniles.

### Crítica de Norbert Brieskorn

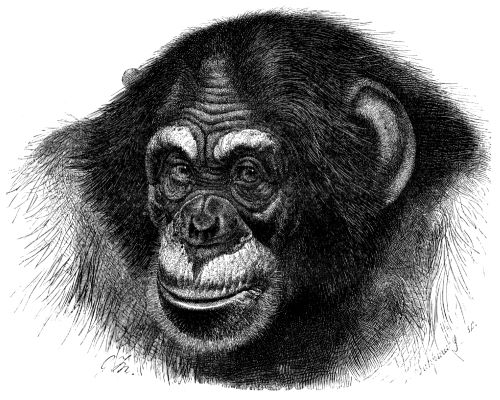
Proyecto Gran Simio

El filósofo jurídico y jesuita Norbert Brieskorn dice que quienes intentan admitir derechos para los animales más desarrollados tendrán que dar respuestas a las preguntas:
- Si deberían concederse derechos a seres que jamás podrán hacer uso de ellos
- ¿En qué consistiría la ganancia en admitir derechos a animales que de todos modos ya estarán fijados en la ética humana?
- Si se debería tratar de una extensión de los Derechos Humanos a animales o de derechos extras
- ¿Cómo debería ser juzgado en conflictos normativos entre derechos humanos y animales?
- ¿En qué consistirá la legitimidad de aquellos que implementarán derechos de los animales en su nombre?

### Comparación con el Holocausto
Algunos autores abogan una analogía del tratamiento que se da a los animales con el holocausto judío, como es el caso de PETA muestra en la publicación The Holocaust on your plate imágenes de judíos en campos de concentración comparados con animales maltratados. La presidenta dice lo siguiente: 

En los campos de concentración 6 millones de judíos fueron aniquilados pero 6 mil millones de gallinas morirán este año en mataderos.
Ingrid Newkirk: Presidenta de PETA

La Liga Antidifamación critica esta práctica porque según su opinión relativiza la agonía de los judíos en los campos de concentración.
Edgar Kupfer-Koberwitz, prisionero del Campo de concentración de Dachau desde 1940, escribió secretamente durante su cautiverio al respecto:

Rehúso comer los animales porque no puedo nutrirme con el sufrimiento y la muerte de otras criaturas. Lo rehúso porque yo he sufrido tanto que puedo sentir el dolor de los demás cuando recuerdo el mío.
Edgar Kupfer-Koberwitz

Yo creo que los hombres continuarán matándose y torturándose los unos a los otros mientras maten y torturen a los animales. También habrá guerras porque hay que entrenar y perfeccionar la matanza en objetos más pequeños, moralmente y técnicamente.
Edgar Kupfer-Koberwitz

El autor judío Isaac Bashevis Singer, que recibió el Premio Nobel de Literatura en 1978, hizo también la comparación con el holocausto en bastantes de sus historias, incluyendo Enemies, A Love Story, The Penitent, y The Letter Writer. En The Letter Writer el protagonista dice: "En relación con los animales, todas las personas son nazis; para los animales es un eterno Treblinka."
En The Penitent el protagonista dice "cuando se trata de animales, todo el mundo es un nazi."
Carl Sagan, científico de la NASA y creador de la serie de documentales de divulgación Cosmos: Un viaje personal declaró en la obra Sombras de antepasados olvidados de 1992 lo siguiente:

Es indecoroso de nuestra parte, insistir que sólo los humanos sufren, si nosotros mismos nos portamos de una manera tan indiferente frente a los demás animales. El comportamiento de otros animales vuelve falsas tales pretensiones. Ellos se parecen demasiado a nosotros.
Carl Sagan

### Monografías en español
- Rodríguez Carreño, Jimena (ed.) (2012). Animales no humanos entre animales humanos. Plaza y Valdés. ISBN 978-84-15271-15-4.
- Arànega, Mercè; Delgado, Josep-Francesc. Los derechos y deberes de los animales, Edebé, 2003, ISBN 978-84-236-6309-5
- Cortina, Adela (2009). Las fronteras de la persona. El valor de los animales, la dignidad de los humanos. Taurus. ISBN 978-84-3060765-5. Archivado desde el original el 13 de diciembre de 2009.
- De Lora, Pablo. Justicia para los animales. La ética más allá de la humanidad, Alianza Ensayo, 2003. ISBN 84-206-4157-X
- Doménech Pascual, Gabriel. Bienestar animal contra derechos fundamentales, Atelier, Barcelona, 2004, ISBN 84-96354-01-6
- Francione, Gary L.. Introduction to Animal Rights: Your Child or The Dog?, Temple University Press, New Jersey, EE.UU., 2000, ISBN 1-56639-692-1
- González, Marta; Riechmann, Jorge; Rodríguez Carreño, Jimena; Tafalla, Marta (coords). Razonar y actuar en defensa de los animales, Los Libros de la Catarata, 2008. ISBN 978-84-8319-348-8
- Hava García, Esther. La tutela penal de los animales, Tirant lo Blanch, Valencia, 2009, ISBN 978-84-9876-389-8
- Herrera Guevara, Asunción (ed). De animales y hombres, Biblioteca Nueva y Ediciones de la Universidad de Oviedo, 2007, ISBN 978-84-9742-640-4
- Lacadena, Juan-Ramón. Los derechos de los animales, Editorial Desclée de Brouwer, S.A., Universidad Pontificia Comillas de Madrid, 2002, ISBN 978-84-330-1739-0
- Lomeña, Andrés. "Alienación animal". Ediciones Mitad Doble, Málaga, 2010.
- Mosterín Heras, Jesús. Animales y ciudadanos: indagación sobre el lugar de los animales en la moral y el derecho de las sociedades industrializadas, Talassa Ediciones, Madrid, 1995, ISBN 84-88119-38-0
- Mosterín Heras, Jesús. Los derechos de los animales: una exposición para comprender, un ensayo para reflexionar, Editorial Debate, 1994, ISBN 978-84-7444-857-3
- Nussbaum, Martha. Las fronteras de la justicia: consideraciones sobre la exclusión, Paidós, 2007. ISBN 978-84-493-1962-4
- Pérez Monguió, José María, "Configuración y posición de los animales ante el Derecho: el estatuto jurídico de los animales", en Animales de compañía, Editorial Bosch, 2005, ISBN 978-84-9790-160-4
- Pérez Monguió, José Maria. Los animales como agentes y víctimas de daños: especial referencia a los animales que se encuentran bajo el domino del hombre, Bosch, 2008, ISBN 978-84-9790-367-7
- Riechmann, Jorge. Todos los animales somos hermanos, Los Libros de la Catarata, 2005. ISBN 84-8319-218-7.
- Rowlands, Mark. El filósofo y el lobo, Seix Barral, 2009. ISBN 978-84-322-3186-5.
- Salt, Henry S (Martín Ramírez, Carlos; González Sánchez, Carmen; trads.). Los derechos de los animales, Los libros de la Catarata, 1999, ISBN 978-84-8319-046-3
- Salt, Henry S. La lógica del vegetarianismo, Ediciones Amaniel, 2018, ISBN 978-84-949338-0-6.
- Singer, Peter. Liberación animal (libro), Trotta, Madrid, 1999, ISBN 84-8164-262-2, ISBN 978-84-8164-262-9
- Singer, Peter. Ética práctica, Cambridge University Press, 1984. ISBN 0-521-47840-5
- Singer, Peter & Cavalieri, Paola (eds.) El Proyecto Gran Simio. La igualdad más allá de la humanidad, Trotta, 1998. ISBN 84-8164-196-0
- Tafalla González, Marta (ed.). Los derechos de los animales, Idea Books, S.A., 2004, ISBN 978-84-8236-264-9
- Regan, Tom. (Boillat de Corgemont Sartorio, Marc E. tr.). Jaulas vacías: el desafío de los derechos de los animales, Fundación Altarriba, Amigos de los Animales, 2006, ISBN 978-84-611-0672-1
- VVAA. ¿Pueden los animales ser morales?, Número monográfico de la revista Dilemata. Revista Internacional de Éticas Aplicadas, num 9, 2012.

### Artículos
- Gabriel Doménech Pascual, La prohibición de los espectáculos taurinos: problemas constitucionales
- Alcoberro, Ramón "Resumen del ciclo de conferencias "Viure bé sense fer malbé". Ética y ecología en el Ateneu Barcelonés (septiembre de 2008)." en Revista de Bioética y Derecho, Universitat de Barcelona, num 15, 2009.
- Casal, Paula "El planeta sin los simios" en Revista de Bioética y Derecho, Universitat de Barcelona, num 8, 2006.
- Dorado, Daniel "La consideración moral de los animales no humanos en los últimos cuarenta años: una bibliografía anotada", Télos, 17, 2010, 47-63.
- Escartín, Montserrat "¿Animales? No, nada" en: Revista de Bioética y Derecho, Universitat de Barcelona, num 4, 2005.
- Horta, Oscar “Tomándonos en serio la consideración moral de los animales: más allá del especismo y el ecologismo”, en Rodríguez Carreño, Jimena (ed.), Animales no humanos entre animales humanos, Plaza y Valdés, Madrid, 2012, 191-226.
- Martín Blanco, Sara "Reflexiones morales sobre los animales en la filosofía de Martha Nussbaum", en Revista de Bioética y Derecho, Universitat de Barcelona, num 25, 2012.
- Mulá, Anna "La iniciativa legislativa popular de abolición de las corridas de toros en Cataluña" en Revista de Bioética y Derecho, Universitat de Barcelona, num 20, 2010.
- Tafalla, Marta "La apreciación estética de los animales. Consideraciones estéticas y éticas", en: Revista de Bioética y Derecho, Universitat de Barcelona, num 28, Mayo de 2013.
- Tafalla Marta "La defensa de los animales. Razones para un movimiento moral", en Crítica, revista cultural de Madrid, monográfico sobre "los movimientos sociales en el siglo XXI", num 941, pp 58-61, 2007.
- Tafalla, Marta "Sobre perros y justicia. A propósito de la prohibición del sacrificio de perros abandonados en Cataluña", en Revista de Bioética y Derecho, Universitat de Barcelona, num 6, 2006.
- Velayos, Carmen "Animales reales en el arte, o sobre los límites éticos de la capacidad creadora", en Revista de Bioética y Derecho, Universitat de Barcelona, num 10, 2007.

### Revistas
- Revista Brasileña de Derecho Animal
- Journal of Animal Ethics (en inglés)
- Animal Studies: rivista italiana di antispecismo (en italiano)